# Barbara Goszczyńska
Barbara Zofia Goszczyńska (ur. 11 grudnia 1949) – polska profesor nauk technicznych, prorektor Politechniki Świętokrzyskiej (1996–2002, 2016–2020).

## Życiorys
Barbara Goszczyńska ukończyła w 1972 Wydział Budownictwa Lądowego Politechniki Łódzkiej (PŁ), uzyskując za pracę Projekt wieżowego zbiornika na wodę nagrodę Ministra Budownictwa i Przemysłu Materiałów Budowlanych. Rok później rozpoczęła pracę w Kielecko-Radomskiej Wyższej Szkole Inżynierskiej, późniejszej Politechnice Świętokrzyskiej (PŚk). Doktorat Losowy proces powstawania rys w strefie czystego zginania belek żelbetowych obroniła z wyróżnieniem w 1984 na Wydziale Budownictwa i Architektury PŁ. W 2014 przedstawiła monografię Metoda emisji akustycznej IADP – identyfikacji aktywnych procesów destrukcyjnych w konstrukcjach żelbetowych w aspekcie analizy procesu zarysowania elementów żelbetowych. Na jej podstawie habilitowała się z nauk technicznych w dyscyplinie budownictwo, specjalności konstrukcje betonowe na Wydziale Budownictwa i Architektury PŚk. W 2020 otrzymała tytuł naukowy profesora inżynieryjno-technicznych. 
Jej zainteresowania naukowe obejmują przede wszystkim analizę zachowania się elementów żelbetowych pod wpływem działania obciążenia ze szczególnym uwzględnieniem procesu powstawania i rozwoju rys. Jest autorem lub współautorem dwóch patentów i ok. 90 publikacji. Od 1 stycznia 2015 pracuje na stanowisku profesor nadzwyczajnej w Katedrze Wytrzymałości Materiałów, Konstrukcji Betonowych i Mostowych na Wydziale Budownictwa i Architektury PŚk. W latach 1993–1996 prodziekan WBL ds. studenckich i dydaktyki, 1996–2002 prorektor ds. studenckich i dydaktyki, a 2003–2008 p.o. Dyrektor Administracyjnej / Kanclerz. W 2016 została prorektor ds. ogólnych.
Od 2002 członkini Polskiego Związku Inżynierów i Techników Budownictwa (PZITB), w ramach którego m.in. przewodniczyła oddziałowi kieleckiemu (2012–2016).

## Odznaczenia i wyróżnienia
- Krzyż Kawalerski Orderu Odrodzenia Polski (2020)[3]
- Srebrny Krzyż Zasługi (1990)
- Złoty Krzyż Zasługi (2001)[4]
- Medal Komisji Edukacji Narodowej (2003)
- Medal Politechniki Świętokrzyskiej nr 6 (2008)
- Złota Odznaka Honorowa PZITB (2001)
- Nagrody Rektora PŚk (1993–2012, w tym indywidualna l stopnia w 2003)